# Український Дім «Перемога»
Український Дім «Перемога» — культурно-мистецький заклад у місті Тернополі. Пам'ятка архітектури місцевого значення (охоронний номер 2032). Розташований на бульварі Тараса Шевченка, 27.

## Загальна інформація
Колишній кінотеатр «Перемога» — перший та найбільший кінотеатр міста. Розрахований на 500 місць.

## Історія
Збудований у 1950 році на місці руїн житлового будинку. 

### Сучасність
Перейменований в Український Дім «Перемога» зі статусом будинку культури. Проводяться ярмарки та вистави.

## Світлини

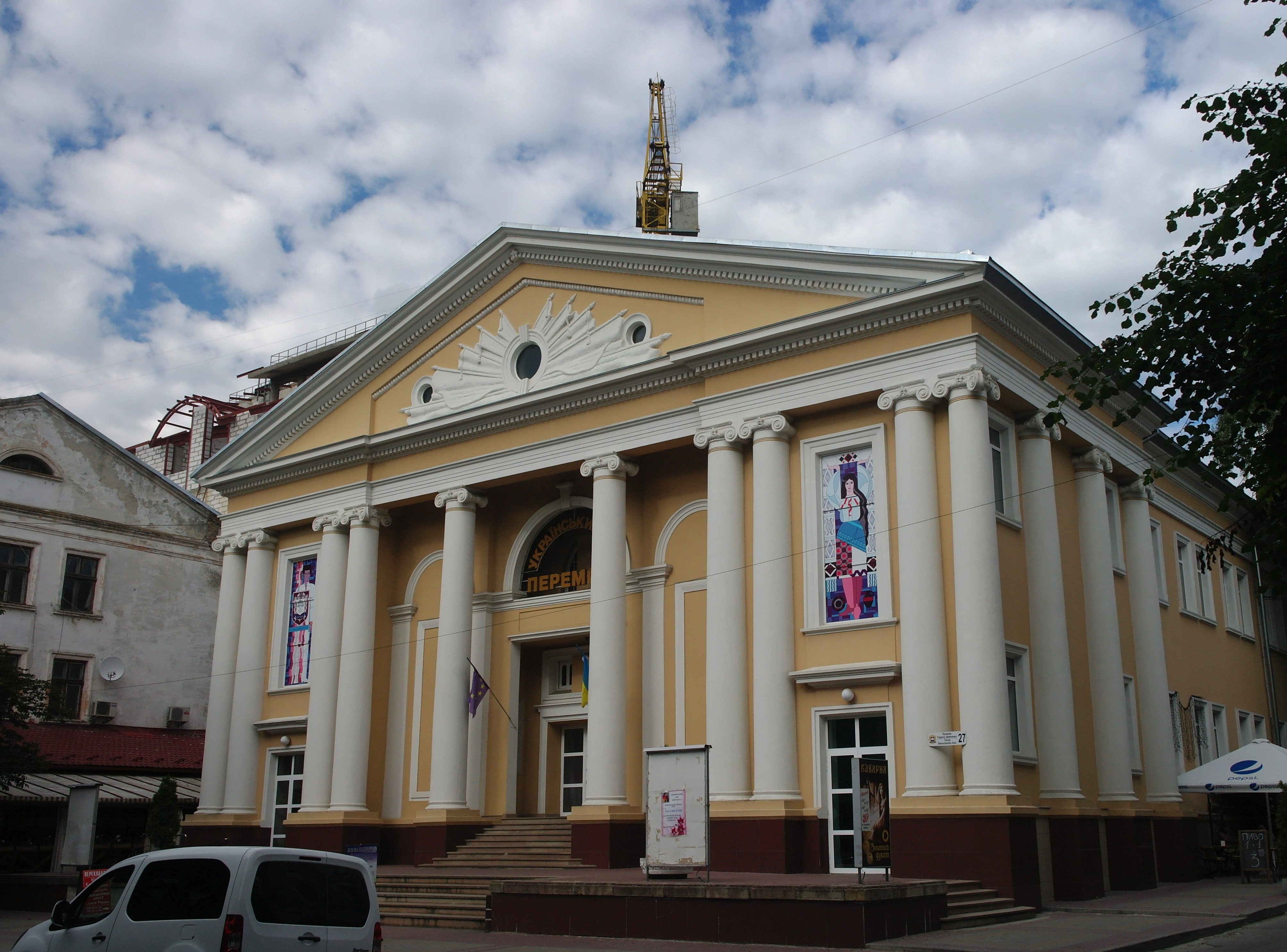
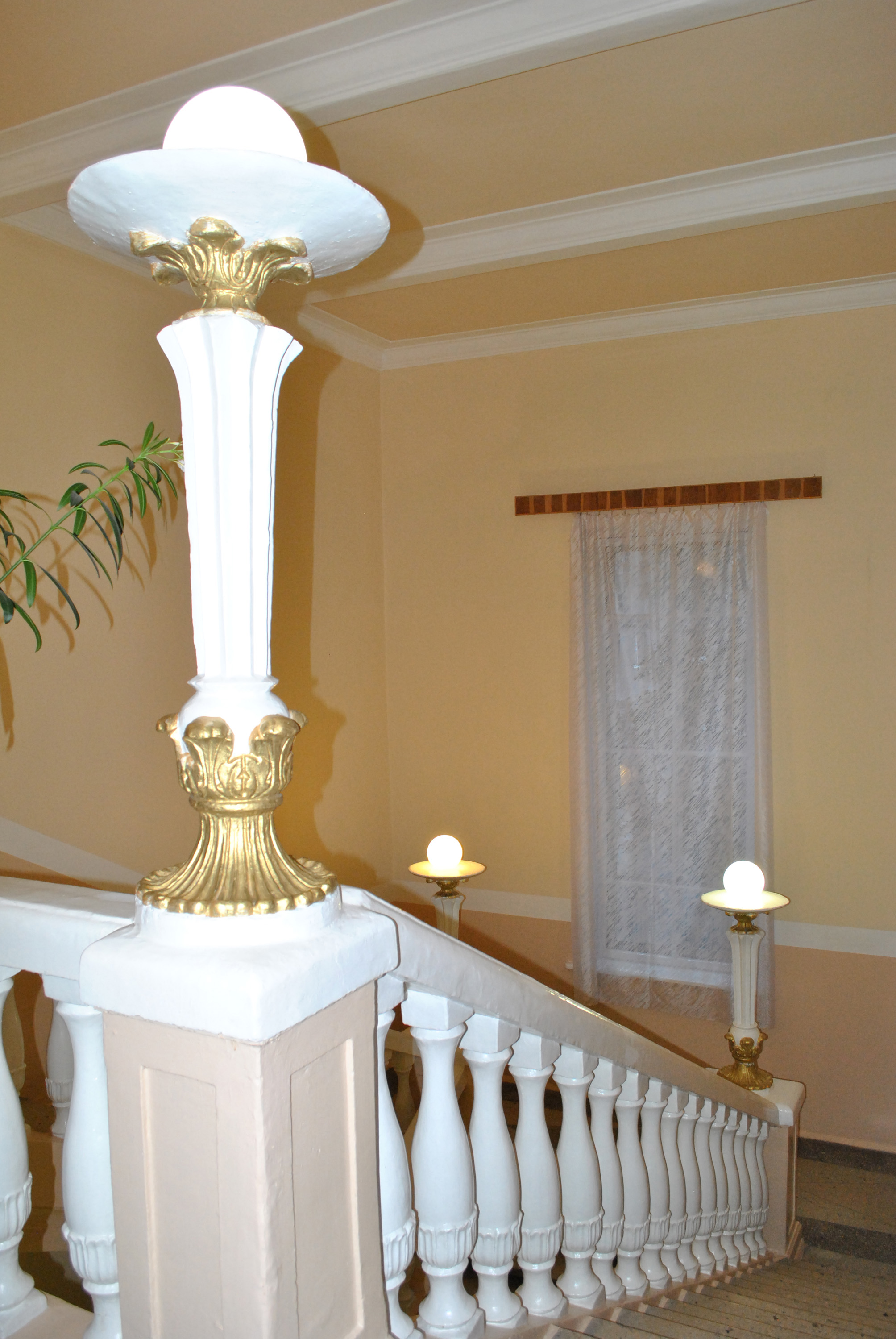
Інтер'єр
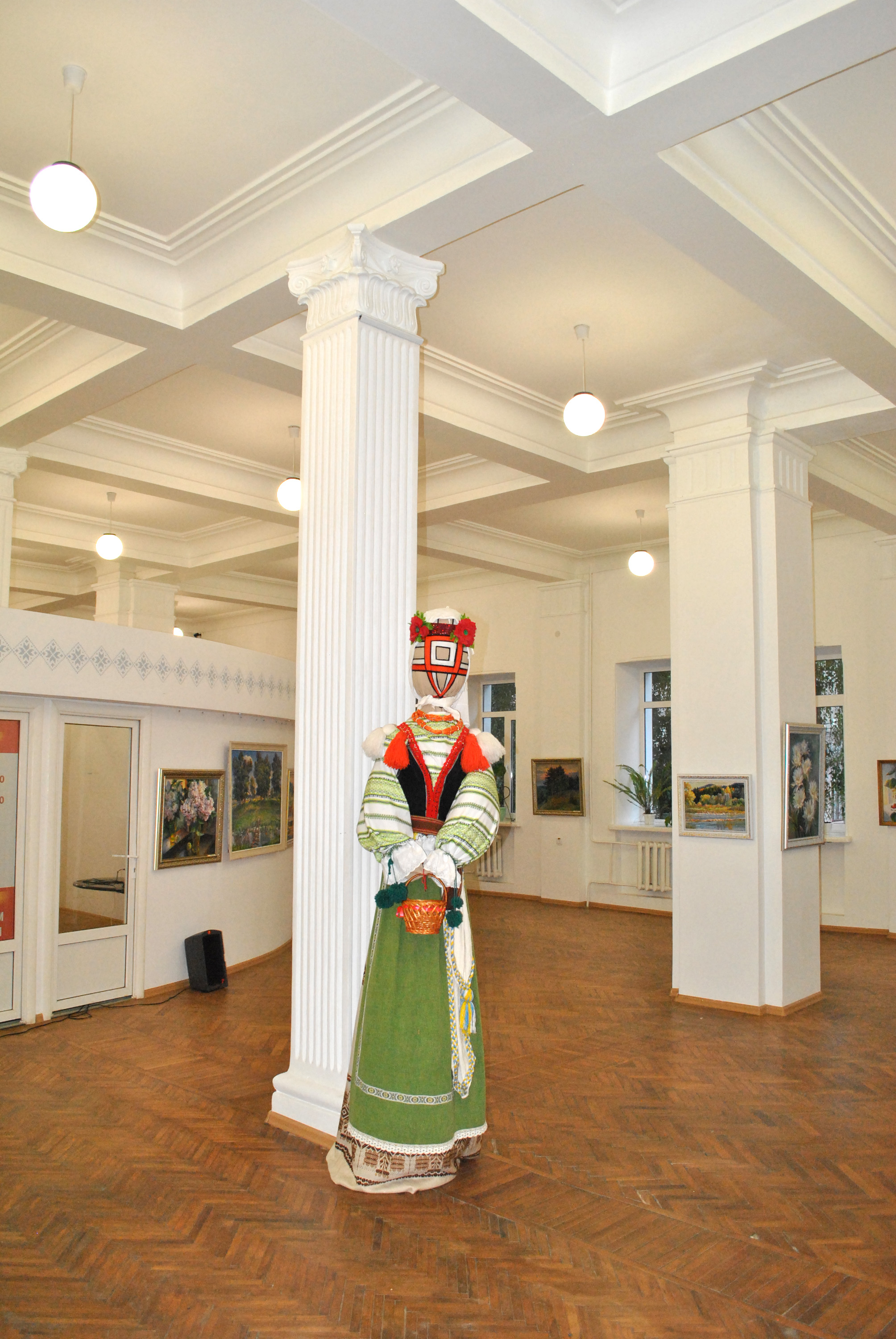
Інтер'єр